# GoldenEye 007 (videojuego de 2010)
GoldenEye 007 es un videojuego de disparos en primera persona desarrollado por Eurocom y distribuido por Activision y MGM Interactive. Es el remake del videojuego del mismo nombre desarrollado por Rare y publicado por Nintendo en 1997 para la consola Nintendo 64 y una reinterpretación de la película de James Bond de 1995, GoldenEye.
El título se estrenó primeramente como exclusiva temporal para Wii, junto a una versión para Nintendo DS desarrollada por n-Space, el 2 de noviembre de 2010 de forma simultánea a otro juego de la franquicia, Blood Stone. Posteriormente fue relanzado en noviembre de 2011 como GoldenEye 007: Reloaded con nuevo contenido y gráficos en alta definición para las consolas Xbox 360 y PlayStation 3.

## Argumento

### Ambientación
GoldenEye 007 es una reinvención de la película y el juego original con Daniel Craig en sustitución de Pierce Brosnan como James Bond. La trama mantiene la base argumental y personajes de la historia original, pero han sido actualizados para presentar una nueva trama situada en 2010, omitiendo algunos personajes, añadiendo nuevos secundarios y eliminando cualquier referencia a la Guerra Fría y la Unión Soviética. Todo ello hace que la esta adaptación de la historia encaje con el estilo de interpretar al personaje de Daniel Craig.

### Historia
Bond y su compañero y amigo Alec Trevelyan (006) son enviados a una misión de infiltración en unas instalaciones de armamento químico en Arcángel (Rusia) la cual se cree que es la fuente de armas de un grupo terrorista. La misión se complica cuando Trevelyan es capturado y asesinado por el general Arkady Ourumov. Bond destruye la base detonando las cargas explosivas colocadas con anterioridad y consigue escapar en avión.
El MI6 intercepta una llamada telefónica de Ourumov al gánster ruso Valentin Zukovsky en busca de un helicóptero con blindaje contra un impulso electromagnético (IEM) para el grupo Jano. Bond se reúne con Zukovsky a través de la sargento García, una policía infiltrada en su club nocturno de Barcelona y este emplaza a Bond a la feria de armas de Dubái. Inmediatamente después es asesinado por Xenia Onatopp, compañera de Ourumov, que trata de culpar a Bond del suceso pero este logra evitar la seguridad y escapar del lugar.
Bond persigue a los rusos hasta Dubái donde es informado de la situación por el jefe de seguridad Sky Briggs. Este asegura que es imposible que los rusos se hagan con el helicóptero, pero rápidamente es eliminado por estos y con una fuerte ofensiva se hacen con el helicóptero, en el que Bond consigue implantar un rastreador.
El MI6 sigue la pista del helicóptero robado hasta unas instalaciones para la observación del cambio climático en Severnaya (Siberia) que resultan ser el centro de control del GoldenEye, un satélite en órbita alrededor de la Tierra capaz de producir pulsos electromagnéticos. Al poco de llegar a las inmediaciones del centro del control, Bond observa cómo la base es atacada por el satélite que ha sido activado por Ourumov y Onatopp para destruir el centro y cualquier rastro del robo del arma. En su huida de la base Bond conoce a Natalya Simonova, técnico del GoldenEye, y ambos son capturados por el ejército ruso y llevados a los archivos militares en San Petersburgo como culpables del incidente de Severnaya.
Durante el interrogatorio con el Ministro de Defensa, Dimitri Mishkin, Natalya aclara que Ourumov es el culpable del incidente y revela la existencia de un segundo satélite, momento en el que el general irrumpe en la sala de interrogatorios, asesina a Mishkin y secuestra a Natalya. Bond les persigue en su huida de los archivos y después en tanque por las calles de la ciudad hasta una estación de tren en construcción por donde Ouromov y Onatopp intentan escapar con Natalya. Bond logra llegar al tren donde ve a Onatopp disparar a Ourumov y se hace con el controlador del satélite. Bond y Natalya escapan y esta le informa sobre una cita de Ouromov en el parque de las estatuas esa misma noche. Bond se infiltra en el parque y descubre que Trevelyan es la mente detrás del grupo Jano y el robo del GoldenEye, cuya traición es motivada por su venganza personal contra los banqueros por convertir sus servicios a la reina y al país es un simple negocio y beneficiarse con las guerras y la crisis económica. Trevelyan logra escapar de Bond y captura a Natalya, ahora una figura clave para su plan.
El MI6 sigue la pista de Trevelyan hasta su base de operaciones situada en la selva noroeste de Nigeria cuya tapadera es una planta de energía solar. Bond se dirige en avioneta hacia allí, pero es derribado en las inmediaciones de la base y debe abrirse paso entre las fuerzas de Trevelyan lideradas por Xenia a quien finalmente logra abatir. Bond coloca cargas explosivas en la base y llega hasta la torre de control donde descubre el plan de Trevelyan: piratear la bancos y la bolsa de Londres para hacerse con el dinero, arruinar a las entidades y banqueros y borrar después sus huellas activando el GoldenEye restante utilizando a Natalya para manipular los controles del satélite. Bond y Natalya logran desbaratar el plan de Trevelyan y ambos agentes se enfrentan resultando en la victoria de 007 que dispara a Trevelyan y cae desde lo alto de la torre. Bond y Natalya escapan a la destrucción de la base en helicóptero. Finalmente, son recogidos por el ejército británico.

## Reparto

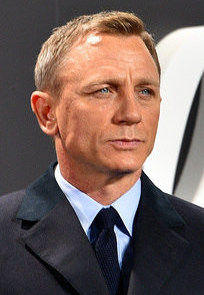
Daniel Craig sustituye a Pierce Brosnan en esta adaptación de GoldenEye.

| Personaje              | Modelo          | Voz original    | Voz en español       |
| ---------------------- | --------------- | --------------- | -------------------- |
| James Bond (007)       | Daniel Craig    | Daniel Craig    | Jordi Boixaderas     |
| M[1]                   | (solo voz)      | Judi Dench      | María Luisa Solá     |
| Bill Tanner            | (solo voz)      | Rory Kinnear    | Carlos Di Blasi      |
| Alec Trevelyan (006)   | Elliot Cowan    | Elliot Cowan    | Héctor Garay         |
| Natalya Simonova       | Kirsty Mitchell | Kirsty Mitchell | (desconocido)        |
| Xenia Onatopp          | Kate Magowan    | Kate Magowan    | Inma Gallego         |
| General Arkady Ourumov | Laurentiu Possa | Laurentiu Possa | Antonio Abenójar     |
| Valentin Zukovsky      | Alec Newman     | Alec Newman     | Antonio Abenójar     |
| Dimitri Mishkin        | Ed Stoppard     | Ed Stoppard     | Jorge Teixeira       |
| Sargento García        | Sonia Balacó    | Sonia Balacó    | Sonia Balacó         |
| Sky Briggs             | David Wilson    | Nathan Osgood   | Miguel Ángel Montero |

[1] Solo el personaje de M está interpretado por la misma actriz en la película original y el videojuego. Como, curiosidad, esto es válido también para la actriz de doblaje en castellano.

## Jugabilidad
GoldenEye 007 es una reinterpretación de la película y el videojuego original. Los niveles han sido rediseñados para reflejar la historia modificada y el juego incluye elementos jugables modernos, tales como escenarios interactivos, entornos destructibles, combate cuerpo a cuerpo, quick time event, salud regenerativa y modo multijugador en línea.
Algunos elementos del juego original han sido adaptados de modo que las funciones de muchos de los gadgets del juego original se realizan ahora con el teléfono inteligente de Bond que se utiliza, entre otros como comunicador con el MI6, tomar fotografías o escanear documentos y piratear dispositivos. Para hacerlo más realista, el juego permite llevar un máximo de tres armas, la reglamentaria Walther P99 de Bond (no desechable) y dos adiciones entre las que se encuentran pistolas, armas automáticas, escopetas, rifles de francotirador, etc.

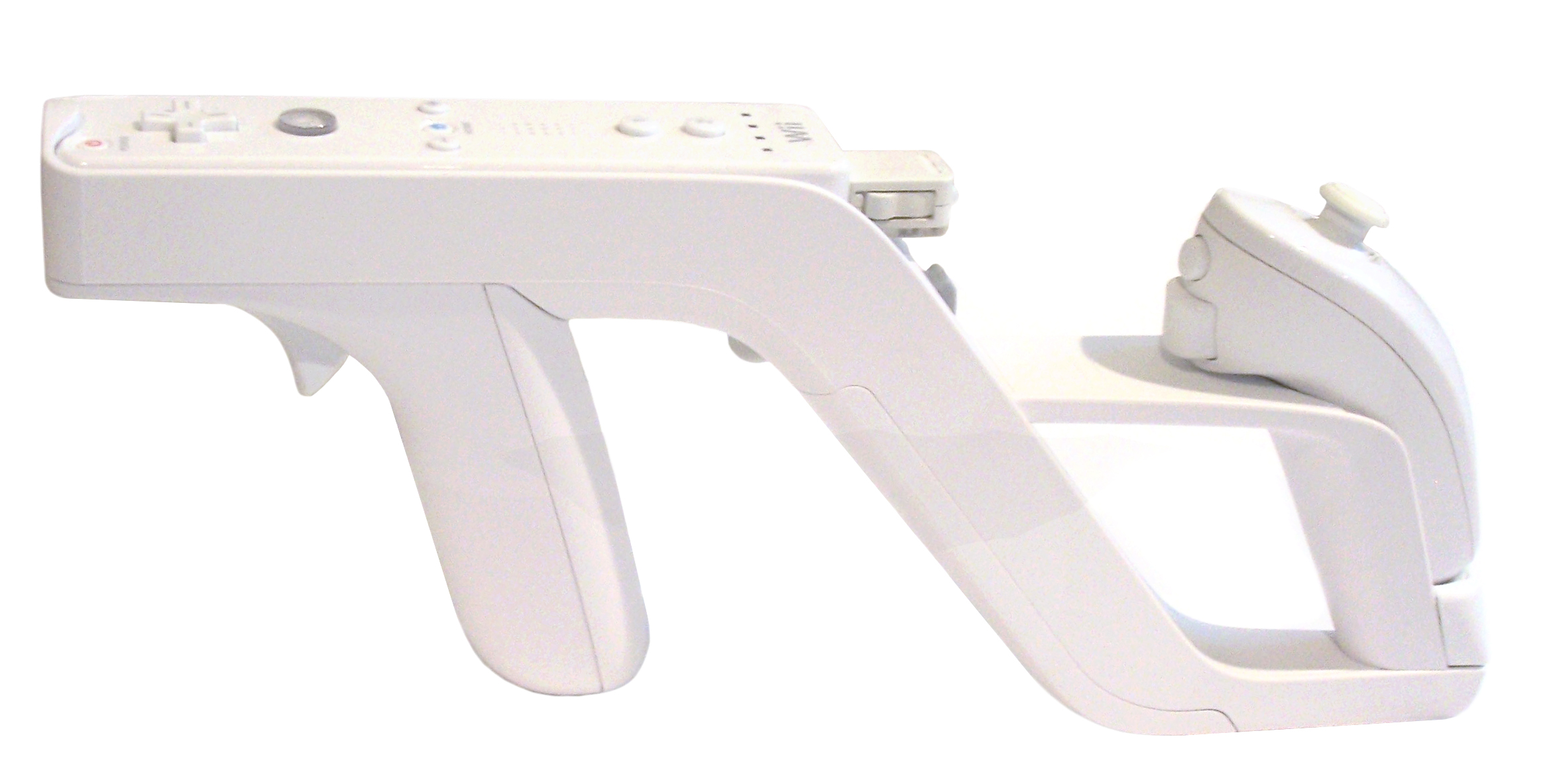
Wii Remote y Nunchuk insertados en el Wii Zapper.

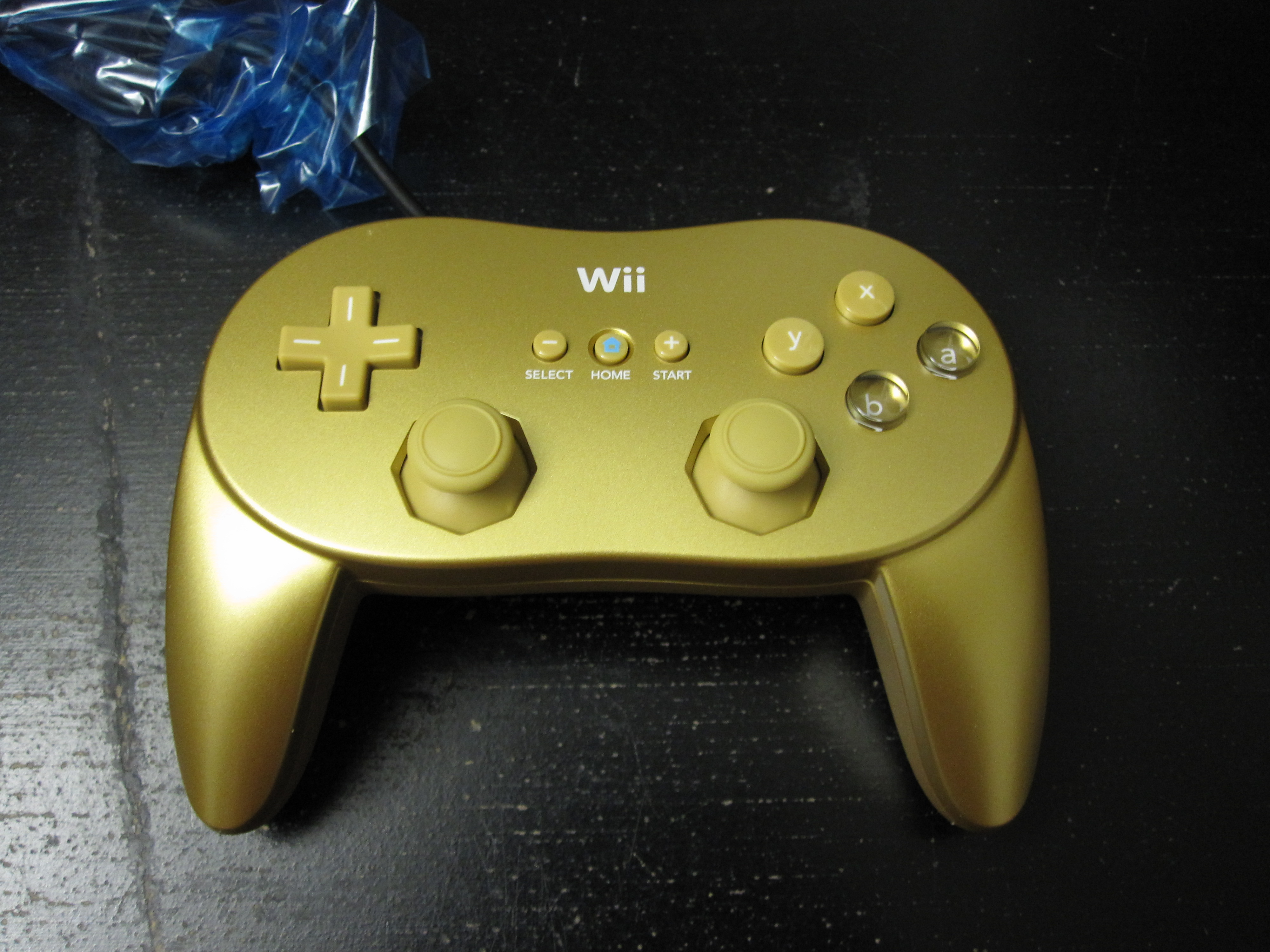
El pack de edición especial, GoldenEye 007 Classic Edition, incluía una edición dorada del Wii Classic Controller Pro.

El juego es compatible con todas las opciones de control que ofrece la consola Wii. Por tanto se puede elegir entre el Wii Remote y Nunchuk (que se pueden combinar en el Wii Zapper), el Wii Classic Controller y el mando de Nintendo GameCube. La primera de las opciones, además del uso del Wii Remote para apuntar a la pantalla, permite al jugador asomarse detrás de una cobertura, ejecutar golpes cuerpo a cuerpo, reducir enemigos silenciosamente y superar distintos obstáculos moviendo el Wii Remote y el Nunchuk de diferentes maneras.
Al igual que el título original existe un menú de trucos, aunque a diferencia del original tiene pocas opciones. Desde este menú se puede desbloquear, para el multijugador local, los modificadores de personajes cabezones, invisibilidad y conflicto por equipos además de la opción de acceder directamente al modo "conflicto clásico" para el modo en línea (normalmente bloqueado hasta que el jugador alcanza el nivel 35).

### Un jugador
El modo historia para un jugador mantiene la mecánica básica del juego original y consiste en una sucesión de misiones, combinadas con cinemáticas que narran la historia, cuya jugabilidad mezcla acción, sigilo y resolución de puzles para cumplir diferentes objetivos que varían según el nivel de dificultad. Si los objetivos adicionales no se completan el juego aún permite avanzar en la historia pero solo en el modo de dificultad más bajo. Adicionalmente existe un modo clásico en el que la salud, como en el juego original, no se autoregenera y es necesario conservarla recogiendo chalecos antibalas y un modo contrarreloj que desafía al jugador a completar cada nivel en un tiempo y dificultad determinados.

### Multijugador
GoldenEye 007 ofrece multijugador local de 2 a 4 jugadores a pantalla divida y modo en línea a través de Conexión Wi-Fi de Nintendo para hasta 8 jugadores que no incluye chat de voz. Los escenarios multijugador consisten el revisiones de los escenarios vistos en el modo historia y los modos de juego incluyen, entre otros, el clásico "conflicto" (y su versión por equipos), "pistola de oro" (un solo disparo mata), "GoldenEye" (piratear diferentes consolas para atacar con el satélite la base enemiga) o "héroes" (donde los jugadores por equipos deben eliminar al líder de cada uno que tiene ventaja sobre los demás). Los personajes jugables están tomados del modo historia además de una selección de personajes clásicos de la franquicia como Blofeld (Charles Gray), Jaws (Richard Kiel) u Oddjob (Harold Sakata), entre otros. El modo en línea, a través de un sistema de condecoraciones y puntos de experiencia para subir de nivel, permite desbloquear armas y accesorios y el modo "conflicto clásico", mientras que el modo local permite el uso de diferentes modificados, como el modo cabezón, solo ataques cuerpo a cuerpo, paintball, invisibilidad, etc.

## GoldenEye 007: Reloaded

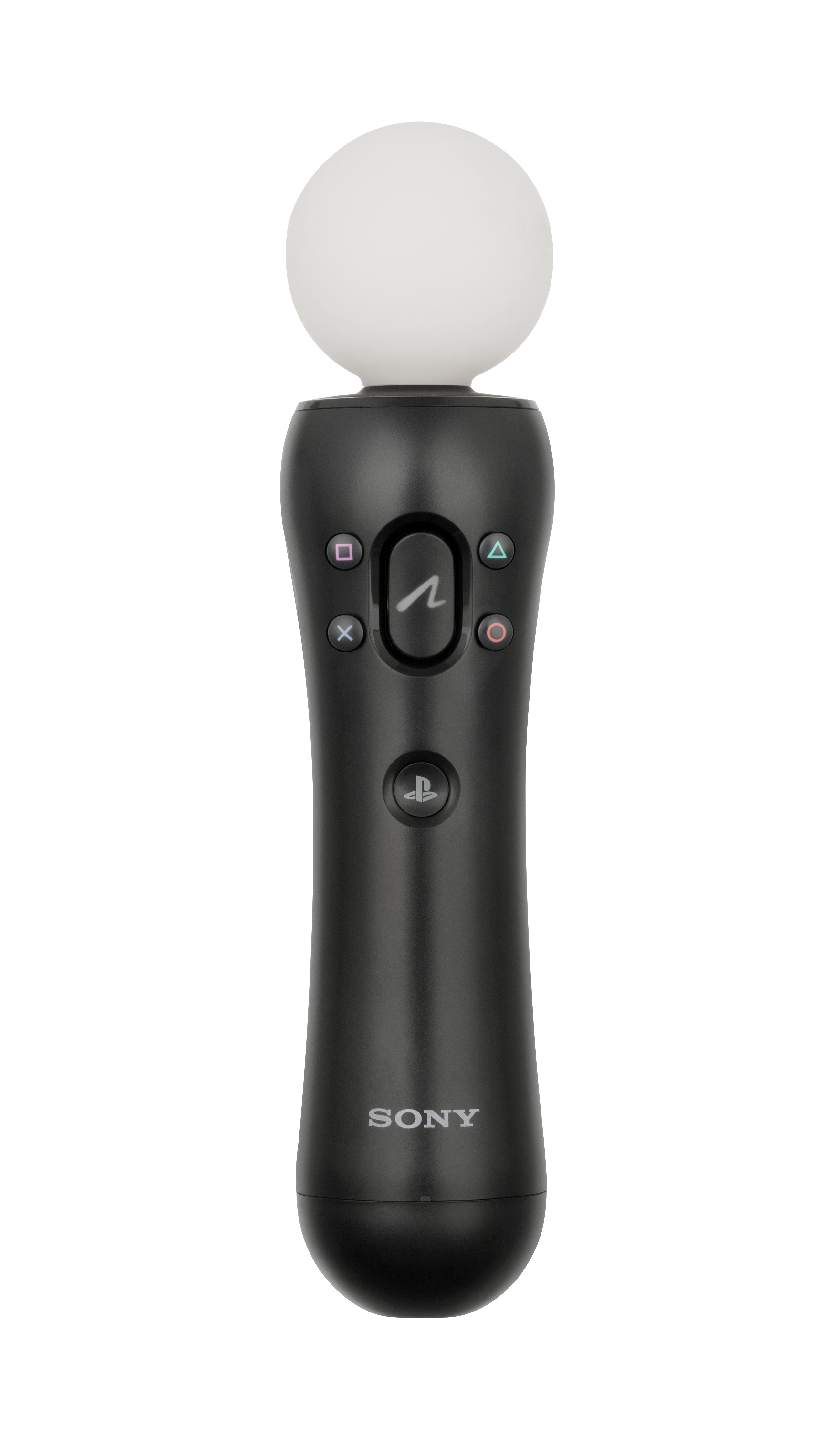
PlayStation Move.

GoldenEye 007: Reloaded fue anunciado por Activision en la Convención Internacional de Cómics de San Diego de 2011 y lanzado en noviembre de 2011 como una adaptación del mismo juego para las consolas PlayStation 3 y Xbox 360 que incluye algunos cambios respecto a la versión original de Wii.
La diferencia más obvia frente a la versión original para Wii es que Reloaded se mueve sobre un nuevo motor de juego que permite gráficos en alta definición, hasta 1080p y 60 FPS. El nuevo motor también permite una IA más avanzada que hace más complicado enfrentarse a los enemigos y reducirlos en sigilo.
La versión de PlayStation 3 es compatible con control por movimiento mediante el PlayStation Move, aunque esta funcionalidad, a diferencia de la versión de Wii, no es soportada por el modo multijugador local en pantalla dividida.
Reloaded también hace uso del sistema de logros de Xbox 360 y PlayStation 3. Incluye un nuevo modo de juego para un jugador, "Mi6 Ops", que consiste en que el jugador complete un objetivo en un escenario de la campaña en los que se puede servir de modificadores (salud, armas, etc.) y donde es cronometrado. El modo multijugador es prácticamente el mismo, incluye modo local hasta 4 jugadores a pantalla dividida y multijugador en línea para hasta 16 jugadores (con solo un jugador local) a través de Xbox Live y PlayStation Network, con nuevos escenarios, dos modos de juego más, "escalada" y "desactivar la bomba", y nuevos personajes clásicos, como Hugo Drax o Pussy Galore.

## Lanzamiento y recepción
El título fue lanzado para Wii y Nintendo DS el 2 de noviembre en Norte América, el 3 de noviembre en Australia y el 5 de noviembre de 2010 en Europa. Para Wii se comercializó la edición estándar y la edición especial, GoldenEye 007 Classic Edition, que incluía una copia del juego, una versión dorada del Wii Classic Controller Pro y un código para desbloquear el modo multijugador en línea "conflicto clásico" (que normalmente esta bloqueado hasta el nivel 35). Posteriormente el título fue estrenado en Japón el 30 de junio de 2011.
GoldenEye 007: Reloaded fue lanzado para PlayStation 3 y Xbox 360 en Norte América el 1 de noviembre, en Europa el 4 de noviembre y en Australia el 25 de noviembre de 2011. La consola de Sony recibió un pack especial, GoldenEye 007: Reloaded – Double 'O' Edition, que incluía una copia del juego, acceso al personaje descargable Hugo Drax, el PlayStation Move Motion Controller y Navigation Controller, la cámara PlayStation Eye y el periférico Sharp Shooter.